# Подволкушне
Подволкушне (пол. Podwołkuszne) — село в Польщі, у гміні Ліпськ Августівського повіту Підляського воєводства.
Населення — 32 особи (2011).
У 1975-1998 роках село належало до Сувальського воєводства.

## Демографія
Демографічна структура станом на 31 березня 2011 року:
|          | Загалом | Допрацездатний вік | Працездатний вік | Постпрацездатний вік |
| -------- | ------- | ------------------ | ---------------- | -------------------- |
| Чоловіки | 12      | 4                  | 7                | 1                    |
| Жінки    | 20      | 10                 | 7                | 3                    |
| Разом    | 32      | 14                 | 14               | 4                    |